# Marchais, Aisne
Marchais är en kommun i departementet Aisne i regionen Hauts-de-France i norra Frankrike. Kommunen ligger  i kantonen Sissonne som ligger i arrondissementet Laon. År 2022 hade Marchais 391 invånare.

## Befolkningsutveckling
Antalet invånare i kommunen Marchais
Referens: INSEE